# 马尔科·内格里
马尔科·内格里（義大利語：Marco Negri，1955年5月24日—），意大利前男子排球运动员。他曾代表意大利参加1976年和1984年夏季奥林匹克运动会排球比赛，其中1984年奥运会收获一枚铜牌。